# Marilena Marin
Pour les articles homonymes, voir Marin.
Marilena Marin, née le 24 juillet 1947 à Conegliano, est une femme politique italienne.
Membre de la Ligue du Nord, elle siège à la Chambre des députés de 1994 à 1996 et au Parlement européen de 1994 à 1999. Elle prendra sa retraite politique en 1999.